# Theater am Schiffbauerdamm
Het Theater am Schiffbauerdamm is een neobarok theatergebouw in het district Mitte van Berlijn. Sinds 1954 is hier het Berliner Ensemble gevestigd, dat in 1949 werd opgericht door Bertolt Brecht en zijn vrouw Helene Weigel. Het wordt beschouwd als een van de meest prestigieuze theaters in Duitsland.

## Geschiedenis

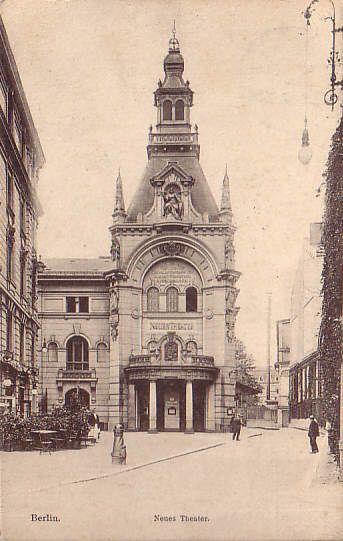
Het Neues Theater rond 1908

Het theater werd ontworpen door de architect Heinrich Seeling. Op 19 november 1892 opende het zijn deuren als het Neues Theater. Het eerste optreden was Goethe's toneelstuk Iphigenie auf Tauris. Van 1903 tot 1906 stond het theater onder leiding van Max Reinhardt. 
Aan het begin van de 20e eeuw werden vooral veel operettes in het Neues Theater opgevoerd. Met de première van Der fröhliche Weinberg van Carl Zuckmayer op 22 december 1925 keerde het theater terug naar het drama. Zo werd Bertolt Brechts Dreigroschenoper (Driestuiversopera) hier op 31 augustus 1928 voor het eerst uitgevoerd, alsook Marieluise Fleißers Pioneers in Ingolstadt in 1929 en de Italienische Nacht van Ödön von Horváth in 1931.
In 1931 werd het theater het Deutsches Nationaltheater am Schiffbauerdamm genoemd. Bekende acteurs die in deze periode in het theater speelden waren onder andere Lotte Lenya, Carola Neher, Hilde Körber, Helene Weigel, Ernst Busch, Ernst Deutsch, Kurt Gerron, Theo Lingen en Peter Lorre. Met de opkomst van het nazisme in 1933 daalde de opkomst en in 1944 moest het theater zijn deuren sluiten.
In 1954 verhuisde Brecht zijn in 1949 opgerichte Berliner Ensemble van het Deutsches Theater Berlin naar het Theater am Schiffbauerdamm. Tegenwoordig valt het gebouw onder de monumentenzorg.